# Selice
Selice (Hongaars: Szelőce) is een Slowaakse gemeente in de regio Nitra, en maakt deel uit van het district Šaľa.
Selice telt 2.959 inwoners. De relatieve meerderheid van de bevolking is etnisch Hongaars (49,5%).